# Национална демократска партија (Египат)
Национална демократска партија (арап. الحزب الوطني الديمقراطى Al-Ḥizb al-Waṭaniy ad-Dīmūqrāṭiy), понекад једноставно називана арап. الحزب الوطني Al-Ḥizb al-Waṭaniy — Национална партија, била је египатска политичка партија. Основао ју је председник Анвар ел Садат 1978. године
НДП је од свог оснивања била владајућа странка, односно доминирала државном политиком на начин да је усркос формалног вишестраначја представљала де факто једину политички релевантну странку То је престала бити тек када је Садатов наследник Хосни Мубарак збачен у протестима 2011. године.
Национална демократска партија је по свом идеолошком опредељењу била ауторитарна центристичка странка односно формални наследник Арапске социјалистичке уније, бивше владајуће странке од 1962. године, при чему је ублажила њену некадашњу идеологију арапског социјализма. НДП је била чланица Социјалистичке интернационале од 1989. до 2011. године, када је избачена из чланства за време револуције.
Дана 16. априла 2011. је распуштена одлуком суда, а сва њена имовина је преузета од стране државе.